# Virandeville
Virandeville é uma comuna francesa na região administrativa da Normandia, no departamento Mancha. Estende-se por uma área de 8,21 km². Em 2010 a comuna tinha 812 habitantes (densidade: 98,9 hab./km²).